# Poder temporal i poder espiritual
A l'Occident cristià, el poder es divideix entre autoritats temporals i espirituals :
- a l'Església es reconeix un poder espiritual exercit sobre les ànimes, pel que fa a la salvació mitjançant la definició i el manteniment del dogma (tradició, concilis, etc.) en el marc de la religió;
- als sobirans i als poders civils es reconeix el poder temporal, restringit als afers humans i a l'ordre social, i exercit sobre els cossos i els béns.

S'han establert dues jurisdiccions separades i han definit les seves respectives jurisdiccions. L'Església ha gaudit però, a l'edat mitjana (doctrina de les dues espases) i a l'època moderna (doctrina dels dos regnes, ultramontanisme), d'una extensió del seu poder en el domini temporal.

## Poder espiritual
El dret canònic estableix com l'Església exerceix el seu poder. Hi estan sotmesos, per a tots els assumptes de fe i disciplina: cristians (o catòlics només, des de la Reforma), i membres de diverses institucions eclesiàstiques (clergat, ordes religiosos, etc.).
Tanmateix, els poders públics exercien drets pel que fa a l'assignació dels càrrecs eclesiàstics, interferint així en l'organització de l'Església: els emperadors germànics nomenaven bisbes (Lluita de les Investidures als segle xi-XII, ELS reis de França en l'època moderna (segle xvi-segle xviii) va nomenar comendatoris als beneficis eclesiàstics (exemple de gal·licanisme)...
A banda del dret canònic, i d'acord amb la teoria del "poder directiu" extreta de l'encíclica Immortale Dei de Lleó XIII, l'Església i, sobretot, el papa expressen de vegades públicament la seva posició per tal d'influir en els debats de la societat sobre els punts examinats pel seu magisteri, en particular sobre qüestions d'ètica (per exemple, les posicions del cristianisme respecte a l'avortament) o les anomenades qüestions socials morals (com ara el matrimoni entre persones del mateix sexe).
Des de la primera meitat del segle xiii, l'establiment de la Inquisició amb l'objectiu d'erradicar l'heretgia càtara i la seva perpetuació de tots els seus tipus de desviacions del cristianisme, ha constituït, per a alguns, un abús de l'autoritat espiritual .

## Poder i béns temporals de l'Església
L'Església, per complir la seva missió, utilitza béns temporals i, sota l'Antic Règim, gaudia de certs poders temporals.
Podem distingir:
- els béns temporals, dels quals l'Església és la propietària i que utilitza per complir la seva missió en la societat: finances, mobiliari, edificis religiosos... La plena propietat d'aquests béns, oposables a la societat civil i l'entrada a la moral,[2] ve motivada per tradició i per certs passatges de la Bíblia sobre els béns dels apòstols.[3]
  - El nom temporal designa més particularment els ingressos d'un benefici eclesiàstic.
  - En el sistema feudal, l'Església rebia dels prínceps i la noblesa el do dels drets senyorials sobre les terres i les poblacions. Es va comportar llavors com qualsevol altre senyor o governant (en el marc dels principats eclesiàstics). Aquesta propietat, tant territorial com política, s'anomena possessions temporals o simplement temporal (d'una abadia, d'un bisbat, etc.). No es tracta d'exemples de teocràcies, ja que el dret d'aquestes senyories detinguts per l'Església no és un dret específic sinó el de les senyories seculars.
- el poder temporal del papa, del qual hauria gaudit o hauria d'haver gaudit segons certes teories religioses (sobretot l'ultramontanisme), com a "vicari de Crist a la Terra", i que li hauria permès renegar o destituir caps d'estat que governen contra principis cristians. Aquesta teoria està avui abandonada en el context internacional de laïcisme.
- el poder temporal que des de 1929 ha estat reconegut en el papa, que gaudeix de la sobirania sobre l'Estat vaticà, i hi exerceix la plenitud del poder temporal com qualsevol cap d'estat. És una teocràcia.

## Enfrontament de poders temporals i espirituals
La distinció entre temporal i espiritual va cristal·litzar amb motiu de l'enfrontament entre l'Església catòlica romana, reconeguda políticament des de l'emperador Constantí (segle iv), i els poders civils occidentals: emperadors romans, reis, emperadors germànics i senyors o prínceps seculars. Per tant, participa en la definició de l'estructura del poder a les societats cristianes occidentals, abans i després de la separació de l'Església i l'Estat.
Els dos poders tenen punts de trobada i, per tant, han estat objecte de constants redefinicions.

### Intervencions del poder espiritual
- Des de l'Edat Mitjana l'Església va imposar un dret d'asil en els seus llocs de culte, on especialment el port d'armes estava prohibit.
- L'Església també podia ser interpel·lada en recurs com a abús quan s'impugnava una sentència de les autoritats temporals, però poques vegades podia imposar aquest procediment.

### Intervencions de poder temporal
Tradicionalment és el titular del poder temporal qui actuava com el braç secular de l'Església, implementant decisions sobiranes, incloses les execucions en els senyorius eclesiàstics (alta justícia), l'Església - i, per tant, el clergat que n'és un - incapaç per naturalesa de vessar sang.
El poder temporal podia intervenir en cas d'apel·lació o d'abús contra una sentència dictada en l'espiritual, si per exemple l'autoritat espiritual s'havia apoderat d'un cas de manera irregular o fins i tot si la condemna anava contra el dret canònic. Els reis de França en particular es van basar en aquesta disposició per estendre la seva jurisdicció, a l'empara de les llibertats gal·licanes.